# Platycolpotus dendaroides
Platycolpotus dendaroides is een keversoort uit de familie zwartlijven (Tenebrionidae). De wetenschappelijke naam van de soort is voor het eerst geldig gepubliceerd in 1975 door Kaszab.